# Cầu Legion
Cầu Legion (tiếng Séc: Most Legií) là một trong những cây cầu lâu đời ở Praha, Cộng hòa Séc. Cây cầu này bắc qua sông Vltava, băng qua đảo Střelecký để nối liền giữa phố Národní (ở Phố cổ) với phố Újezd (ở Phố nhỏ). Trên cầu Legion cũng có một tuyến xe điện chạy qua. Công trình xây dựng này nằm trong danh sách các di tích văn hóa của Cộng hòa Séc.

## Lịch sử
Tiền thân của cây cầu này là Cầu của Hoàng đế Francis I (most císaře Františka I.) phục vụ giao thông từ năm 1841 đến năm 1898. Cầu Legion như hiện nay được xây dựng vào giai đoạn 1898 - 1901, dựa theo thiết kế của kiến trúc sư Antonín Balšánek và kỹ sư Jiří Soukup. Chất liệu chính để xây dựng cầu là các khối đá granit. Ngoài ra, ở hai đầu cầu đều có hai toà tháp nhỏ. Cây cầu chính thức được khánh thành vào ngày 14 tháng 6 năm 1901, trước sự chứng kiến của Hoàng đế Franz Joseph I.

## Tên gọi
Tên gọi của cầu Legion qua các thời kỳ:
- Trước năm 1919: Cầu của Hoàng đế Francis I (most císaře Františka I.)
- 1919–1940: Cầu Legion (Most Legií) - theo tên Quân đoàn Tiệp Khắc
- 1940–1945: Cầu Smetana (Smetanův most) - theo tên nhà soạn nhạc Séc Bedřich Smetana
- 1945–1960: Cầu Legion (Most Legií)
- 1960–1990: Cầu Ngày 1 tháng 5 (most 1. máje) - theo Ngày Quốc tế Lao động
- Từ năm 1990: Cầu Legion (Most Legií)

## Hình ảnh

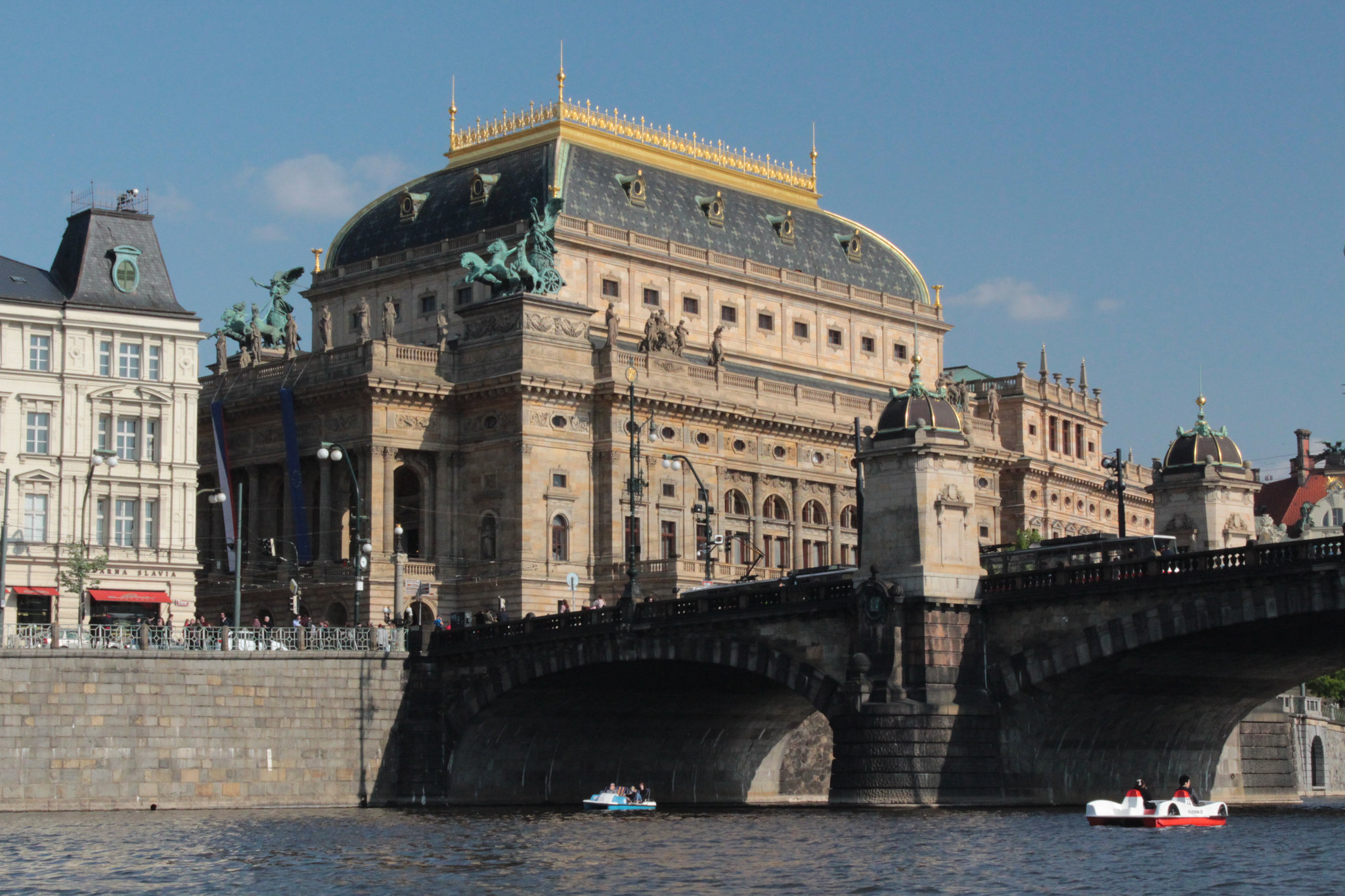
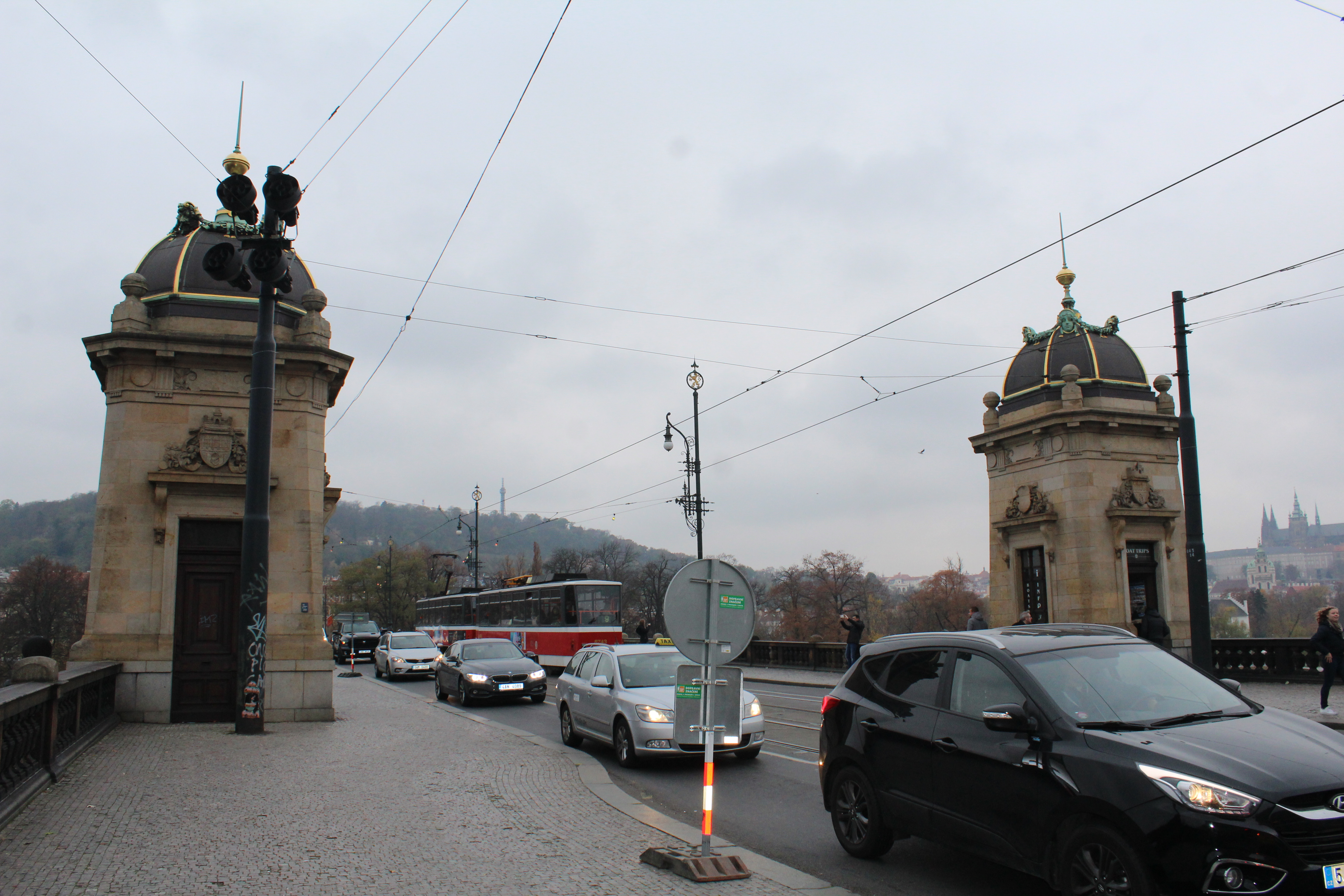
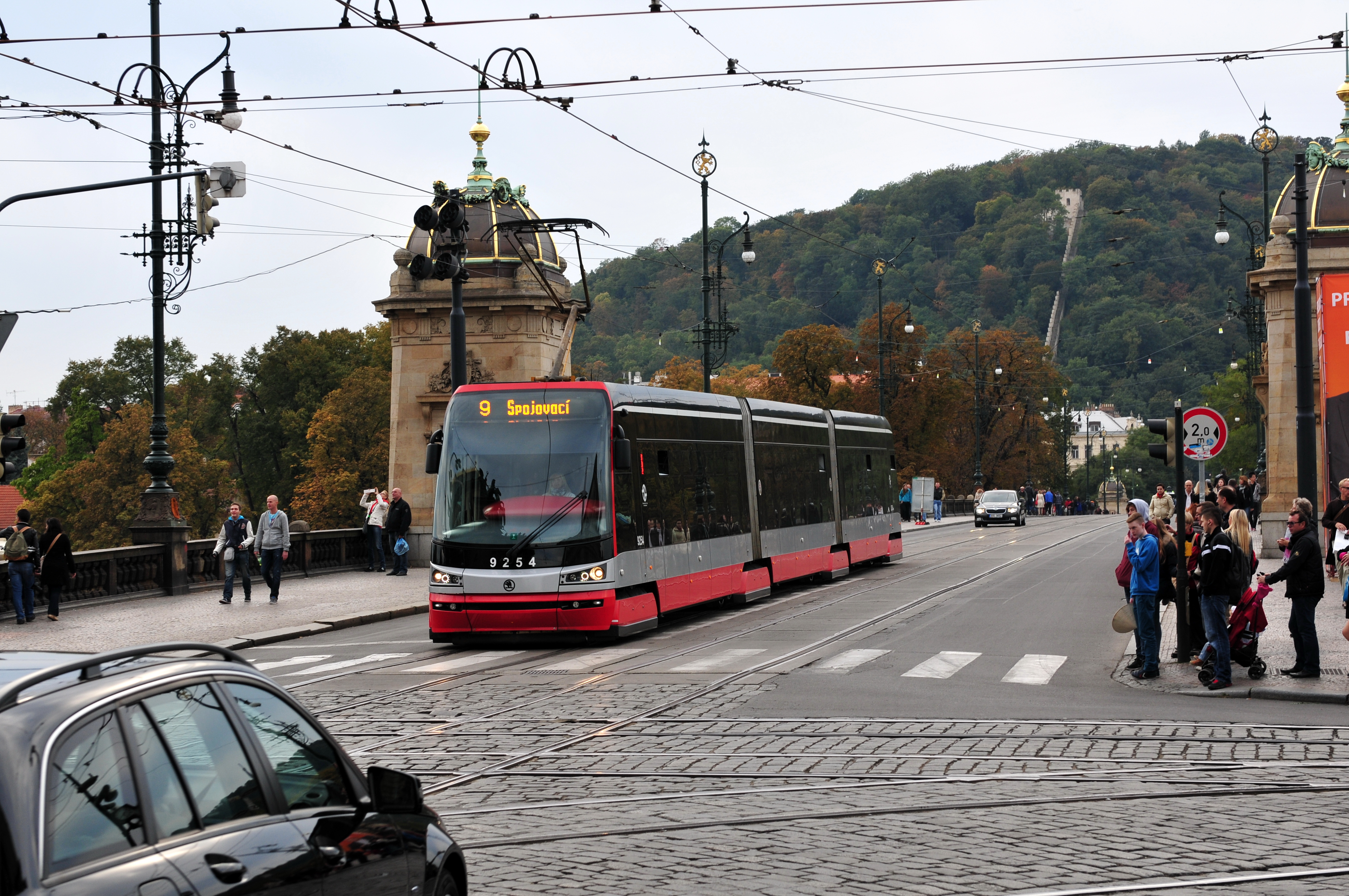